# دارين كوليسون
دارين كوليسون (بالإنجليزية: Darren Collison)‏ مواليد 23 أغسطس 1987 في رانتشو كوكامونغا، هو لاعب كرة سلة أمريكي بدأ مسيرته الاحترافية في سنة 2009 حيث تم اختياره من قبل فريق نيو أورلينز بيليكانز خلال الدرافت، يلعب مع فريق سكرامنتو كينغز في الرابطة الوطنية لكرة السلة كلاعب هجوم خلفي ويحمل الرقم 7. يبلغ طوله 6 قدم 0 بوصة (1.8 م).

## فرق لعب لها
- نيو أورلينز بيليكانز
- إنديانا بايسرز
- دالاس مافيريكس
- لوس أنجلوس كليبرز
- سكرامنتو كينغز

## إحصائيات المسيرة

### الموسم الاعتيادي
| السنة   | الفريق               | لعب | بدأ | دقيقة | ميداني% | ثلاثية | حرة  | ارتداد | صنع | استلاب | تصدي | نقطة |
| ------- | -------------------- | --- | --- | ----- | ------- | ------ | ---- | ------ | --- | ------ | ---- | ---- |
| 2009–10 | نيو أورلينز بيليكانز | 76  | 37  | 27.8  | .477    | .400   | .851 | 2.5    | 5.7 | 1.0    | .1   | 12.4 |
| 2010–11 | إنديانا بايسرز       | 79  | 79  | 29.9  | .457    | .331   | .871 | 2.8    | 5.1 | 1.1    | .2   | 13.2 |
| 2011–12 | إنديانا بايسرز       | 60  | 56  | 31.3  | .440    | .362   | .830 | 3.1    | 4.8 | .8     | .2   | 10.3 |
| 2012–13 | دالاس مافيريكس       | 81  | 47  | 29.3  | .471    | .353   | .880 | 2.7    | 5.1 | 1.2    | .1   | 12.0 |
| 2013–14 | لوس أنجلوس كليبرز    | 80  | 35  | 25.9  | .467    | .376   | .857 | 2.4    | 3.7 | 1.2    | .2   | 11.4 |
| 2014–15 | سكرامنتو كينغز       | 45  | 45  | 34.8  | .473    | .373   | .788 | 3.2    | 5.6 | 1.5    | .3   | 16.1 |
| 2015–16 | سكرامنتو كينغز       | 74  | 15  | 30.0  | .486    | .401   | .858 | 2.3    | 4.3 | 1.0    | .1   | 14.0 |
| المسيرة | المسيرة              | 495 | 314 | 29.4  | .468    | .374   | .851 | 2.7    | 4.9 | 1.1    | .1   | 12.6 |

### التصفيات
| السنة   | الفريق            | لعب | بدأ | دقيقة | ميداني% | ثلاثية | حرة  | ارتداد | صنع | استلاب | تصدي | نقطة |
| ------- | ----------------- | --- | --- | ----- | ------- | ------ | ---- | ------ | --- | ------ | ---- | ---- |
| 2011    | إنديانا بايسرز    | 5   | 5   | 29.2  | .391    | .667   | .636 | 2.6    | 4.0 | 1.0    | .4   | 9.4  |
| 2012    | إنديانا بايسرز    | 11  | 0   | 18.6  | .514    | .364   | .870 | 1.3    | 3.0 | 1.3    | .0   | 8.7  |
| 2014    | لوس أنجلوس كليبرز | 13  | 0   | 19.2  | .389    | .083   | .867 | 2.1    | 2.4 | .5     | .1   | 8.5  |
| المسيرة | المسيرة           | 29  | 5   | 20.7  | .432    | .310   | .835 | 1.9    | 2.9 | .9     | .1   | 8.7  |

## روابط خارجية
- دارين كوليسون على موقع إن بي أي (الإنجليزية)
- دارين كوليسون على موقع سبورتس رفرنس (الإنجليزية)
- دارين كوليسون على موقع كرة السلة الأوروبية.كوم (الإنجليزية)
- دارين كوليسون على موقع كلية كرة السلة في سبورتس رفرنس.كوم (الإنجليزية)
- دارين كوليسون على موقع ريلجم (الإنجليزية)
- دارين كوليسون على موقع بروبوليرز (الإنجليزية)
- دارين كوليسون على موقع سبورتس رفرنس (الإنجليزية)